# Bernhard II van Anhalt
Bernhard II van Anhalt (circa 1260 - 26 december 1323) was van 1287 tot 1323 vorst van Anhalt-Bernburg. Hij behoorde tot het huis Ascaniërs.

## Levensloop
Hij was de derde zoon van vorst Bernhard I van Anhalt-Bernburg en Sophia van Denemarken, dochter van koning Abel van Denemarken. 
Na de dood van zijn vader in 1287 werd Bernhard II samen met zijn oudste broer Johan I vorst van Anhalt-Bernburg. Nadat Johan I in 1291 ongehuwd en kinderloos stierf, werd Bernhard II de enige vorst van Anhalt-Bernburg. In het jaar 1300 nam Bernhard II de titel graaf van Bernburg aan en in 1301 kreeg hij deze titel officieel toegewezen. 
In 1315 overleed zijn neef, vorst Otto II van Anhalt-Aschersleben, zonder nakomelingen na te laten, waarna Bernhard II het vorstendom Anhalt-Aschersleben erfde. Hij kon echter nooit bezit nemen over het gebied, aangezien het wettig onteigend werd door het prinsbisdom Halberstadt als betaling van de schulden die Otto II bij dit prinsbisdom had. In 1316 ging Otto II schriftelijk akkoord met deze overeenkomst, hoewel zijn nakomelingen eeuwenlang het verlies van Anhalt-Aschersleben betwistten.
Op 27 september 1320 werd Bernhard II in Frankfurt am Main tot paltsgraaf van Saksen en graaf van Brehna benoemd. Drie jaar later, in 1323, overleed hij.

## Huwelijk en nakomelingen
Op 27 december 1302 huwde Bernhard II met Helena (1270-1315), dochter van vorst Vitslav II van Rügen. Ze kregen volgende kinderen:
- Bernhard III (overleden in 1348), vorst van Anhalt-Bernburg
- Hendrik (overleden na 1337), monnik in het dominicanenklooster van Halberstadt
- Otto, monnik in het franciscanenklooster van Maagdenburg